# Tscheremoschna (Werchowyna)
Tscheremoschna (ukrainisch und russisch Черемошна, polnisch Fereskula) ist ein Dorf im Süden der ukrainischen Oblast Iwano-Frankiwsk mit etwa 650 Einwohnern (2001) und einer Fläche von 12 km².

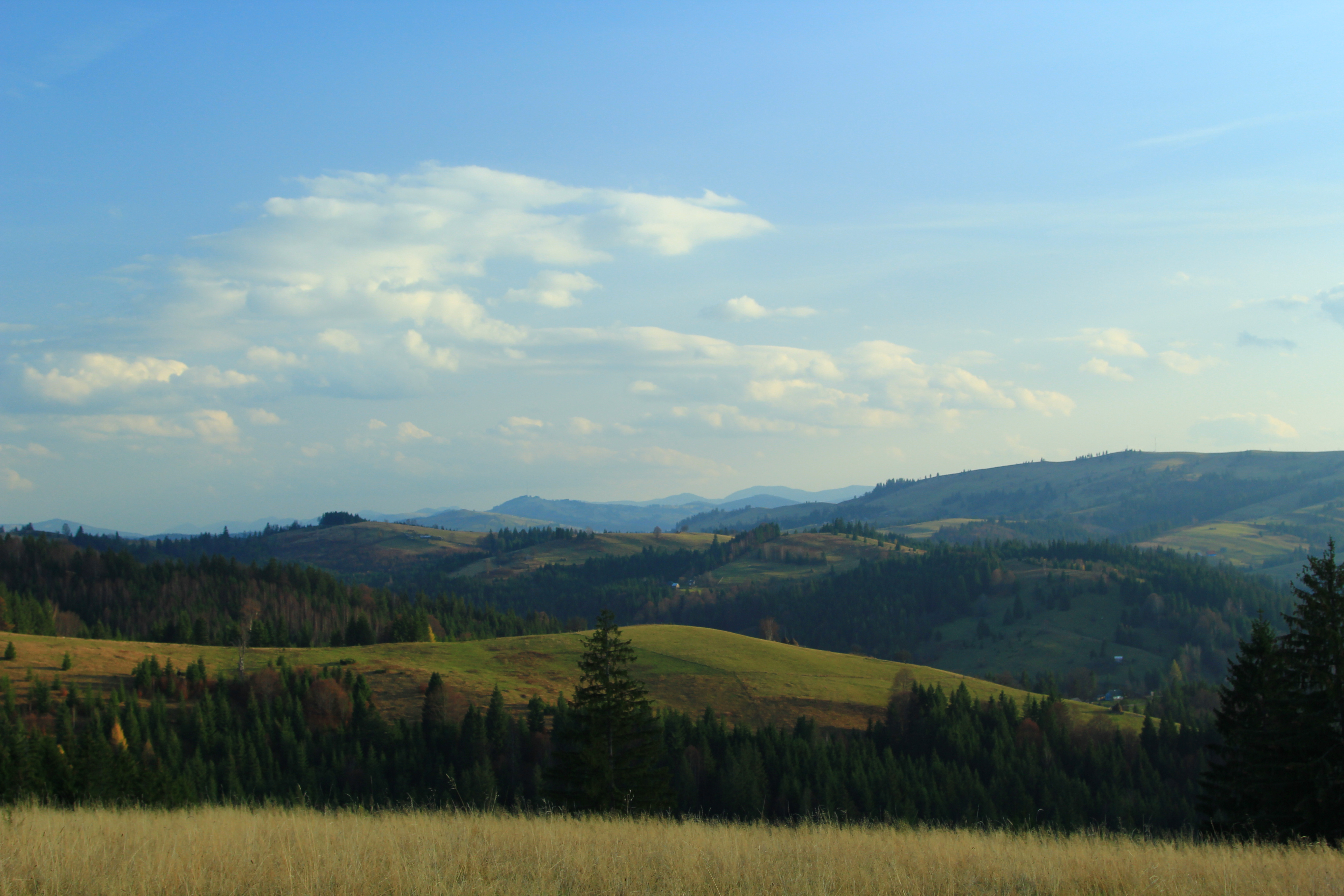
Umgebung vom Dorf

Das 1807 gegründete Dorf im Osten der historischen Landschaft Pokutien an der Grenze zur Bukowina und hieß bis 1946 Fereskulja (Ферескуля).
Die Ortschaft liegt auf einer Höhe von 259 m am Ufer des Bilyj Tscheremosch („Weißer Tscheremosch“). Auf dem gegenüberliegenden Flussufer liegt im Rajon Wyschnyzja der Oblast Tscherniwzi das Dorf Konjatyn. Tscheremoschna befindet sich 5,5 km nördlich vom ehemaligen Gemeindezentrum Jablunyzja, etwa 22 km südöstlich vom Rajonzentrum Werchowyna und etwa 135 km südlich vom Oblastzentrum Iwano-Frankiwsk.
Am 12. Juni 2020 wurde das Dorf ein Teil der neu gegründeten Landgemeinde Biloberiska im Rajon Werchowyna, bis dahin gehörte es zur Landratsgemeinde Jablunyzja (Яблуницька сільська рада/Jablunyzka silska rada) im Südosten des Rajons.
Im Dorf befindet sich die mit der 1872 erbauten St.-Michael-Kirche ein architektonisches Denkmal von nationaler Bedeutung.
Die Kirche ist eine der Ältesten des Rajons und gehört zur orthodoxen Kirche der Ukraine.

## Söhne und Töchter der Ortschaft
- Halyna Petrossanjak (* 1969), ukrainische Dichterin, Übersetzerin und Literaturkritikerin